# Uraeotyphlus interruptus
Uraeotyphlus interruptus е вид земноводно от семейство Ichthyophiidae.

## Разпространение
Видът е разпространен в Индия.